# Edson Montaño
Edson Montaño (n. Guayaquil, Ecuador; 15 de marzo de 1991) es un futbolista ecuatoriano. Juega de delantero y actualmente se encuentra sin equipo.

## Trayectoria

### Inicios
Edson Montaño se probó en las inferiores de clubes como Rocafuerte y Emelec. En el 2006 empezó a jugar como juvenil en la sub-16 del Barcelona. El siguiente año pasó a El Nacional donde jugó en diferentes divisiones menores antes de ser tomado en cuenta por el equipo mayor en el 2009 en dos ocasiones. En el 2010, después de algunas actuaciones en el equipo mayor, es fichado por el K. A. A. Gante de Bélgica. El jugador fue parte de la plantilla sub-20 que ganó el Torneo Internacional de Fútbol Sub-20 de l'Alcúdia. Montaño se convirtió en uno de los mejores jugadores del Campeonato Sub-20 de Perú, demostrando un potente cabeceo, rapidez y fuerza. Además fue goleador de la tricolor sub-20 al anotar cuatro goles en todo el torneo.

### Barcelona
Tras su paso por el fútbol belga Edson Montaño Ficha por Barcelona de Guayaquil en 2012 teniendo una campaña irregular al no ser tomado muchas veces en cuenta por el técnico Gustavo Costas. En 2013 es cedido a préstamo al El Nacional. El 3 de enero de 2014 se confirma su regreso a Barcelona luego de que El Nacional decidió no renovar su contrato.

### Newcastle United
A mediados de 2014 es transferido al Newcastle United Jets Football Club de Australia.

### Sarmiento
En 2021 es fichado por el Club Sarmiento de Junín de la Primera División de Argentina, que logró el ascenso para la temporada 2021 ganando el Torneo Transición 2020 de la Primera Nacional.

## Selección nacional

### Categorías inferiores

#### Participaciones en Sudamericanos
| Campeonato                  | Sede | Resultado    | Partidos | Goles |
| --------------------------- | ---- | ------------ | -------- | ----- |
| Sudamericano Sub-20 de 2011 | Perú | Cuarto lugar | 9        | 4     |

#### Participaciones en Copas del Mundo
| Campeonato                  | Sede     | Resultado        | Partidos | Goles |
| --------------------------- | -------- | ---------------- | -------- | ----- |
| Copa Mundial Sub-20 de 2011 | Colombia | Octavos de final | 4        | 1     |

### Selección absoluta

#### Participaciones en Copa América
| Copa              | Sede      | Resultado      | Partidos | Goles |
| ----------------- | --------- | -------------- | -------- | ----- |
| Copa América 2011 | Argentina | Fase de grupos | 2        | 0     |

## Estadísticas

### Clubes
Actualizado al último partido disputado el 10 de septiembre de 2022.
| Club                    | País          | Año           | PJ  | Goles |
| ----------------------- | ------------- | ------------- | --- | ----- |
| El Nacional             | Ecuador       | 2007-2010     | 9   | 1     |
| K. A. A. Gante          | Bélgica       | 2010-2011     | 4   | 0     |
| Barcelona S. C.         | Ecuador       | 2012          | 5   | 0     |
| El Nacional             | Ecuador       | 2013          | 27  | 8     |
| Barcelona S. C.         | Ecuador       | 2014          | 5   | 0     |
| Newcastle United Jets   | Australia     | 2014          | 27  | 6     |
| Barcelona S. C.         | Ecuador       | 2015          | 8   | 1     |
| Aucas                   | Ecuador       | 2016          | 14  | 0     |
| Clan Juvenil            | Ecuador       | 2016          | 19  | 8     |
| Aucas                   | Ecuador       | 2017-2020     | 102 | 55    |
| Independiente del Valle | Ecuador       | 2020          | 26  | 4     |
| Sarmiento (J)           | Argentina     | 2021          | 8   | 0     |
| Orense                  | Ecuador       | 2021-2022     | 34  | 6     |
| Chacaritas              | Ecuador       | 2023-act.     | 0   | 0     |
| Total carrera           | Total carrera | Total carrera | 288 | 70    |

## Palmarés

### Campeonatos nacionales
| Título              | Club                    | País    | Año  |
| ------------------- | ----------------------- | ------- | ---- |
| Campeonato Nacional | Barcelona S. C.         | Ecuador | 2012 |
| Serie A             | Independiente del Valle | Ecuador | 2021 |

### Distinciones individuales
| Distinción             | Año  |
| ---------------------- | ---- |
| Goleador de la Serie B | 2017 |